# OTP-lakóház (Budapest)
Az OTP-lakóház Budapest I. kerületében, Krisztinavárosban, az Alagút utca és az Attila út sarkán található, a Horváth-kert északi végén, a Krisztina tér közvetlen szomszédságában. Ez Budapest budai oldalának legmagasabb lakóháza. Nem nyilvános tetőterasza a Budai Várban található Tóth Árpád sétánnyal közel azonos magasságban helyezkedik el.

## Története

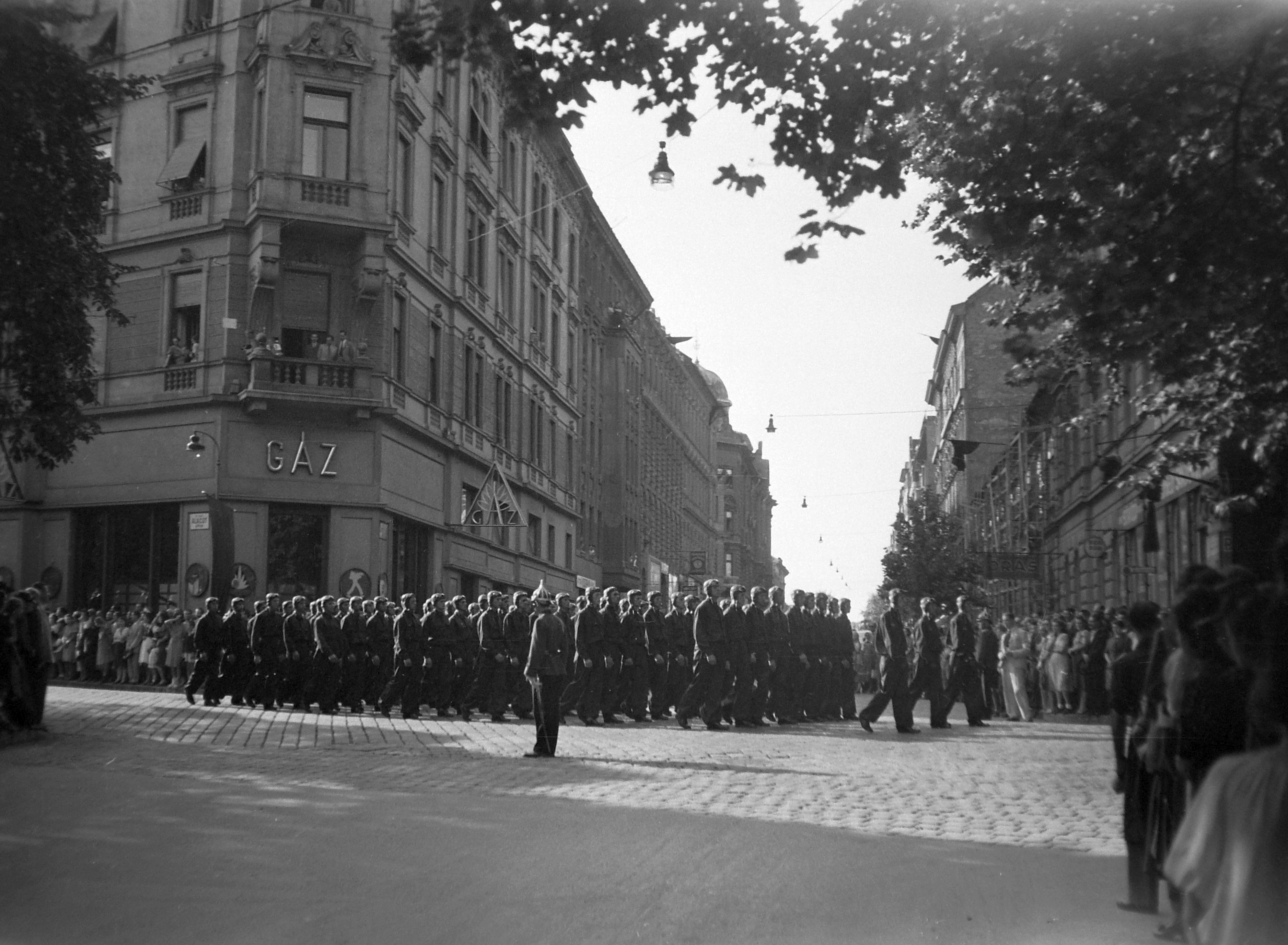
Katonák menetelnek a magasház helyén álló egykori épület előtt, 1939-ben.

A lakóház helyén egy háromemeletes, historizáló lakóház állt, aminek a földszintjén működött a 20. század elejének egyik leghíresebb budai kávéháza, a Philadelphia Kávéház. Az épület a második világháború során, Budapest ostroma alatt komoly károkat szenvedett, a tulajdonosa pedig a háború után a helyreállítás helyett inkább eladta építőanyagnak.
Az 1950-es években már felmerült ugyan, de igazán csak az 1960-as évek végén, 1970-es évek elején, elsősorban Heim Ernő javaslatára kezdtek el Budapesten toronyházakat építeni a városképileg hangsúlyos helyekre, „megjelölve” ezeket a pontokat. Ezen koncepció mentén született meg számos más épület mellett például a Semmelweis Egyetem Elméleti Tömbje is a budapesti Nagyvárad téren, vagy épp a Körszálló Budán. Ennek a koncepciónak lett az egyik első képviselője az OTP-lakóház.
Az épület az Országos Takarékpénztár (OTP) megbízásából és finanszírozásával készült számtalan olyan társasház egyike, amiben elkészülte után engedélyezték a lakások megvételét. A házat a Budapesti Városépítési Tervező Iroda (BUVÁTI) Ybl-díjas építészmérnöke, Boross Zoltán tervezte. Tervezése és kivitelezése 1963 és 1967 között zajlott. Szerkezete monolit vasbeton, amit mészkőlapokkal burkoltak. A földszinten és az első emeleten egy OTP-bankfiók és annak irodahelyiségei kaptak helyet, ami 2023 december végéig üzemelt. Fölötte, a második emeleten kezdődnek a lakások. A bankfiók és a lakások között egy szerelőszintet alakítottak ki a gépészeti berendezések számára, illetve hogy a lakásokba ne hallatszódjon fel a bankfiók forgalma. Összesen 86 darab lakást alakítottak ki. A másodiktól az ötödik emeletig nyolc, a fölötte levő szinteken pedig hat-hat darab, a kor szokásainak megfelelően uniformizált méretű és elrendezésű lakás kapott helyet. Szintén emiatt az épület középvonala mentén nézve az attól balra lévő szintenkénti 3-5 lakás méretben és elrendezésben szimmetrikus tükörképe az attól jobbra lévő 3-5 lakásnak. Az épület közepén két lépcsőház és két lift van, valamint egy szemétledobó. Belső terei korabeli mércével mérve igényes anyagokból készültek, ahogyan a külső borítása is, ahol külön szempont volt, hogy a lehető legkevésbé koszolódjon.

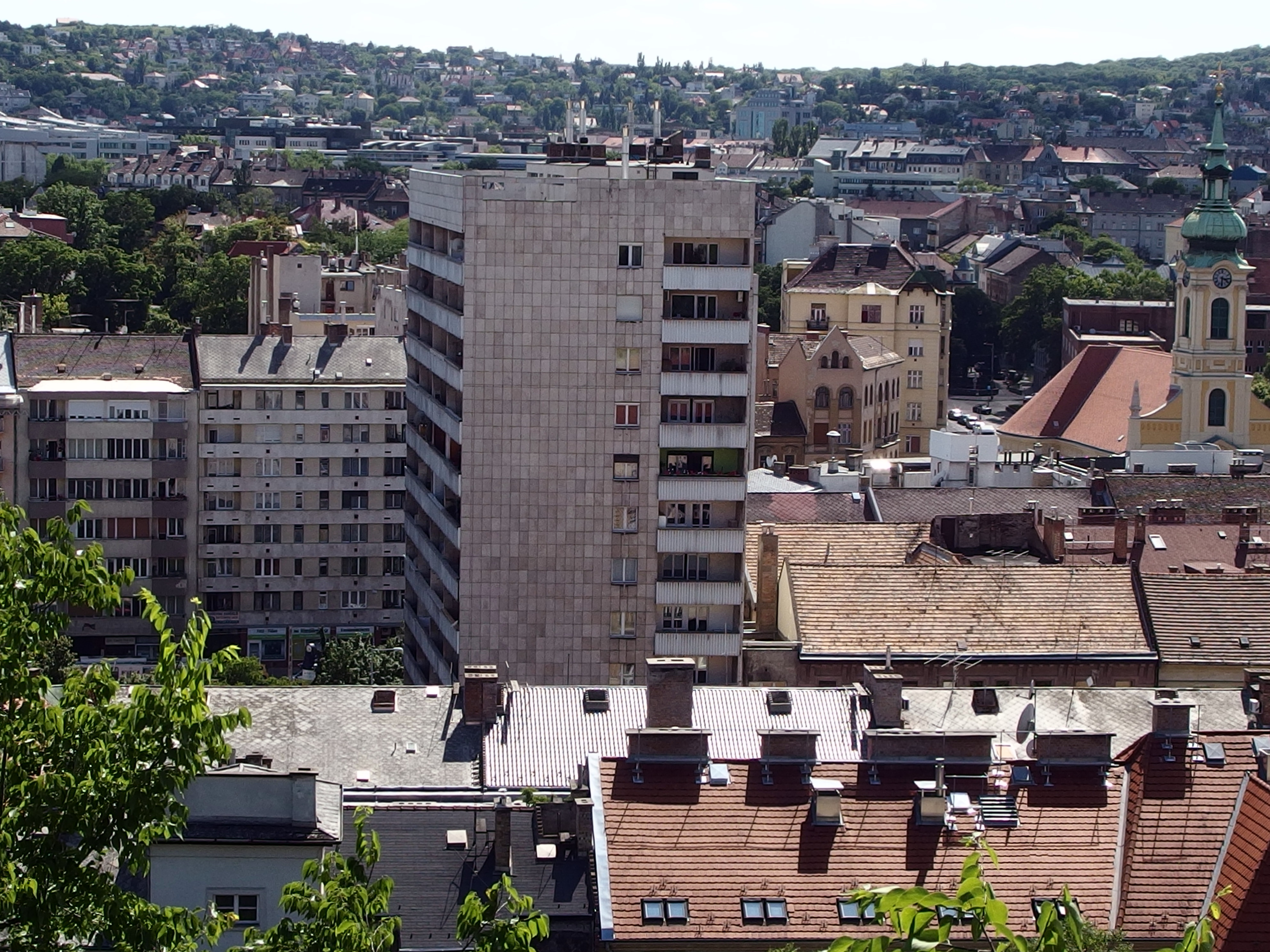
Az épület látványosan kiemelkedik a környezetéből

Hatalmas tömbje egyáltalán nem illeszkedett a környezete 3-4 emeletes régi bérházai közé. A máig is jelentősen kiemelkedő és nem is különösebben egyedi megjelenésű, emiatt a kezdetek óta folyamatos esztétikai vitákat generáló 14 emeletes ház köré eredetileg terveztek egyéb toronyházakat is, de végül csak ez az egy épült meg. A már meglévő, illetve ekkoriban és később épült társasházak a Horváth-kert nyugati, Krisztina körút menti oldalán is alig fele olyan magasak lettek, mint az OTP-lakóház. Emiatt már átadása előtt, 1966-ban is bírálták a Tükör című hetilapban , utólag pedig maga Heim Ernő is hibának minősítette a megépítését. Az épület egy természetes szélcsatornát is elzár, ami miatt 1967-es átadása után a legelső alkalommal, 1968-ban problémába ütközött a fűtés és a vízmelegítés is, mivel a kéményekből az épület által megváltoztatott szélmozgás miatt egyenesen visszaáramlott a füst a lakásokba. Ezt a hibát hamar orvosolták, de a természetes légmozgásnak továbbra is az útjában áll.
Habár a benne kialakított lakások a mai modern igényeinek is jól megfelelnek, az épület megosztó jellege azóta is folyamatos vitákat generál, a kerületi építési tervben pedig úgy szerepel, hogy ha egyszer az egész épület egyetlen befektető kezébe kerülne, az épületen történő bármilyen módosítást csak az ötödik emeletig történő visszabontás után lehetne végezni rajta. Teljes bontás esetén is csak ekkora lehetne bármilyen új épület a helyén.